# Fremdenverkehrsabgabe
Fremdenverkehrsabgaben oder -beiträge sind Abgaben, die in Deutschland von Gemeinden, die als Kurorte, Luftkurorte, Erholungsorte oder Küstenbadeorte anerkannt sind, zur Teilfinanzierung ihrer Aufwendungen erhoben werden können. Aufwendungen können hier die Tourismuswerbung und jeder Aufwand für die Herstellung, Anschaffung oder Verbesserung der für den Tourismus nötigen Einrichtungen sein.
Die Erhebung erfolgt meist auf Grundlage von örtlichen Satzungen auf der Grundlage der Kommunalabgabengesetze der Länder. Im Gegensatz zur Kurtaxe belastet die Fremdenverkehrsabgabe nicht die (Kur-)Gäste, sondern die Unternehmen und Personen, die einen Vorteil am örtlichen Tourismus haben können.